# 灰姑娘物語
《灰姑娘物語》是在NHK衛星第2頻道所播映的龍之子Production的動畫作品，改編自法國作家夏爾·佩羅的作品《灰姑娘》（Cendrillon）。自1996年4月4日播至同年1996年10月3日，全26話。

## 概要
- 在衛星動畫劇場從1996年4月到同年10月為止，毎週四晚間6點整到6點30分播映。全26話。
- 笹川博總導演與龍之子Production動畫化做了家戶喻曉的名作的作品。
- 在阿拉伯地區，韓國等地方也被播映了。

## 故事
父親與繼母，還有義姊2人一起幸福生活的辛蒂蕾拉（灰姑娘）。有一天父親到外地工作後，繼母和義姊們都對她態度180度的轉變。每天她都被當作傭人一樣而艱辛過著每一天，不過辛蒂蕾拉卻非常堅強並且努力著。在之後的生活中還遇到隱瞞真實身分的王子夏爾和其他許多人等等，此外她還捲進了打算要篡奪綠寶石王國的薩拉爾侯爵事件裡。

## 登場人物
辛蒂蕾拉（Cinderella，配音員： 川村萬梨阿； 梁少霞）
故事女主角。霍瓦耶公爵的女兒，在霍瓦耶公爵出外旅行後，繼母丹東和兩個姊姊卡特琳與珍妮就開始把她當成傭人一樣頤指氣使，雖然每天做事非常辛苦，但是她相信總有一天好運會降臨，而她就朝著這個目標邁進而快樂的度過著。由於芭黎特的魔法，讓她能夠與旺達、秋秋、賓果、帕皮與米莎說話，與時常微服出城的夏爾邂逅，日久生情。最後她終於獲得幸福，最終話與夏爾結婚。
夏爾（Charles，配音員： 菊池正美； 蘇強文）
綠寶石王國的王子，年輕英俊且文武並濟，但不喜歡城堡裡枯燥的生活。在微服出巡的時候與辛蒂蕾拉相遇，一開始為了隱瞞自己的身分而做了不適當的發言，最後他說出自己的名字叫「夏爾」，但由於是王子的名字，使辛蒂蕾拉不相信他的話，因此被她取了「騙子夏爾」的綽號。比起學習他更喜歡劍術和馬術等運動，有背負著王子使命的強烈責任感，不過還是更喜歡遊玩的16歲的青年時期。與辛蒂蕾拉日久生情，最終話與辛蒂蕾拉結婚。
霍瓦耶公爵（Duc de Foyer，配音員：圓谷文彥）
辛蒂蕾拉的父親，法蘭索娃絲的丈夫。在他到外地工作辛蒂蕾拉的人生就此改變了，皮耶爾說他好像有給辛蒂蕾拉寫信的樣子，可是又好像沒有，在最終話辛蒂蕾拉與夏爾王子的婚禮前夕回來了。
法蘭索娃絲（Francoise，配音員：鈴鹿千春）
辛蒂蕾拉的親生母親，霍瓦耶公爵的第一任妻子。在辛蒂蕾拉小時候就去世了，生前與芭黎特是好朋友。
芭黎特（Palette，配音員： 三田友子； 盧素娟）
一個魔女，辛蒂蕾拉去世的母親法蘭索娃絲的好朋友，總是很溫柔的守護著辛蒂蕾拉。是施了能讓旺達牠們可以與辛蒂蕾拉能夠說話的魔法的好幫手。平常她是在繪圖教室教孩子畫畫的老師。
丹東（Danton，配音員：澤田敏子）
辛蒂蕾拉的繼母，霍瓦耶公爵的第二任妻子。日以繼夜的努力和邁進，希望女兒卡特琳與珍妮可以成為夏爾王子的王妃。
卡特琳（Catherine，配音員： 金野惠子； 陸惠玲）
辛蒂蕾拉的義姊，丹東帶來的女兒，是長女。日夜夢想著有天可以成為夏爾王子的王妃。眼睛下面有顆愛哭痣。
珍妮（Jeanne，配音員： 松熊明子； 鄭麗麗）
辛蒂蕾拉的義姊。丹東帶來的女兒，是次女。日夜夢想著有天可以成為夏爾王子的王妃。胸部豐滿。
旺達（Wanda，配音員：辻勉）
辛蒂蕾拉的好朋友，從小就被辛蒂蕾拉家的人飼養，是個有著大方性格的狗，有時也很膽小。有著白色與茶色斑雜的毛皮。時常很有勇氣的幫助辛蒂蕾拉。在第24話被芭黎特用魔法變成南瓜馬車的人類馬車夫。是個體格壯碩的青年，變成人後改不了狗時的樣子。在午夜12點時後變回原樣。
秋秋（Chuchu，配音員：中澤彌生）
辛蒂蕾拉的好朋友，是隻老鼠。有著粉紅色的毛皮。與賓果一起住在閣樓裡。米莎追來時辛蒂蕾拉都會幫助牠們。當辛蒂蕾拉有危機的時候，總是第一個先行動的。還有，牠會編花冠，並且用花來裝飾衣服。在第24話被芭黎特用魔法變成南瓜馬車的人類馬車侍從。是個漂亮的少女。在午夜12點時後變回原樣。
賓果（Bingo，配音員：坪井智浩）
辛蒂蕾拉的好朋友，是隻老鼠。有著水色的毛皮。與秋秋一起住在閣樓裡是，秋秋的青梅竹馬，有著朋友和不是戀人的關係。總是很有勇氣的鼓勵著辛蒂蕾拉。在第24話被芭黎特用魔法變成南瓜馬車的人類馬車侍從。是個修長的青年。在午夜12點時後變回原樣。
帕皮（Pappy，配音員：松下亞紀）
辛蒂蕾拉的好朋友，是隻小鳥，好像是麻雀。時常看不過辛蒂蕾拉被對待的樣子，常常會去幫她的忙，由於在朋友的面子上，牠一聲令下可以叫到很多朋友。體格雖小，建議事情來膽子非常大。在第24話被芭黎特用魔法變成辛蒂蕾拉頭上裝飾的羽毛。在午夜12點時後變回原樣。
米莎（Mischa，配音員：林玉緒/湯屋敦子）
丹東的愛貓，常愛仗勢搗蛋給辛蒂蕾拉她們惹麻煩。不過在第19話後牠漸漸的與旺達他們變的很要好。在第24話被芭黎特用魔法變成南瓜馬車的人類馬車侍從。是個漂亮的少女。在午夜12點時後變回原樣。
薩拉爾侯爵（Marquis de Zaral，配音員： 中多和宏； 陳欣）
綠寶石王國的侯爵。心懷陰謀策劃打算奪取國家王位，不過因為夏爾頻頻的阻礙讓他總無法成功。最終話與夏爾決鬥時，本想殺害快要從鐘樓墜落的辛蒂蕾拉，可是結果卻被劍所砍到的異物刺到眼睛，迷失方向感從鐘樓上失足掉下摔死。
伊莎貝爾（Isabelle，配音員：岡村明美）
薩拉爾侯爵的獨生女。由於政治婚姻而成為夏爾的王妃候補，不過夏爾對她並沒有好感，對於父親把她當成棋子而非常不滿，個性很剛強。在第13話與辛蒂蕾拉因為某事件而成為朋友，最後跟自己的青梅竹馬梅爾維爾結婚。
亞歷克斯（Alex，配音員： 成田劍； 郭志權）
夏爾王子的親信兼好朋友，也是夏爾王子的護衛和練劍對手，在夏爾常微服溜出城的時候幫忙隱瞞其身分奔走。他的輔佐能力很好，在薩拉爾他們意圖以毒酒殺害夏爾時，機靈的配合夏爾演出一齣戲蒙騙薩拉爾，並安排士兵成功的制止住了薩拉爾的部下們。
皮耶爾（Pierre，配音員：寶龜克壽）
辛蒂蕾拉家有點年紀的傭人，好像是園丁。辛蒂蕾拉小的時候就知道他了，他也非常疼愛她。
伊恩（Ian，配音員：高木涉）
一個占卜實習師。原本是個常披著斗篷打扮成老人在鎮上做詐騙生意的占卜師，打算用花言巧語的詐騙手法賺錢，結果卻被辛蒂蕾拉看穿而洗心革面，後來成為辛蒂蕾拉的朋友。
瑪麗（Marie，配音員：黑田由美）
辛蒂蕾拉的朋友，在馬戲團裡表演的少女，原本很害怕在王室前表演，因為辛蒂蕾拉和夏爾的幫助而終於克服了恐懼。最終話有來參加辛蒂蕾拉與夏爾的婚禮。
尼可拉（Nicolas，配音員：中野浩司）
拉小提琴的演奏者。與拉萬里耶爾相愛，卻因為身分關係一直被拉萬里耶爾的父母阻礙，在辛蒂蕾拉與夏爾等人的幫助下跟拉萬里耶爾一起逃走。
拉萬里耶爾（La Valliere，配音員：彌生觀月）
與尼可拉相愛，卻因為身分關係一直被父母阻礙，之後在辛蒂蕾拉與夏爾等人的幫助下跟尼可拉一起逃走。最終話參加了辛蒂蕾拉和夏爾的婚禮。
侯爵（Le Marquis，配音員：小島敏彥）
拉萬里耶爾的父親，希望女兒能成為夏爾王子的王妃。
侯爵夫人（La Marquise，配音員：福島惠子）
拉萬里耶爾的母親，希望女兒能成為夏爾王子的王妃。
蓋爾果（Gulgo，配音員：島香裕）
一個小偷。
伯特（Botte，配音員：三田友子）
一個小偷。
馬賽爾（Marcel，配音員：鳥海勝美）
伊恩的朋友，也是演員。因為與夏爾長的很像，所以也曾扮演過王子。在第15話被捲入薩拉爾的陰謀事件裡，後來被辛蒂蕾拉他們幫助而變成他們的朋友。有著用手指擦鼻子的習慣。
明奇（Minch，配音員：寶龜克壽）
馬賽爾的朋友。
柔爾（Zore，配音員：大木民夫）
一個畫家，但因受到惡魔的詛咒，讓他所使用的畫筆含有魔力，凡是被他挑選當模特兒的人靈魂都會被他封印在畫像裡。曾受薩拉爾的委託暗算夏爾王子，但比起這個，辛蒂蕾拉才是他的主要目標。但兩次都因為畫被水淋濕而無法得逞，不過最後還是因為辛蒂蕾拉的善良而得到救贖。
畫家（Mahler，配音員：室園丈裕）
一個畫家。
梅爾維爾（Melville，配音員：結城比呂）
辛蒂蕾拉的父親在旅程中遇到的人，亦是伊莎貝爾的青梅竹馬。最後在夏爾和辛蒂蕾拉的撮合下締結連理。
諾耶（Noe，配音員：山野史人）
醫治丹東的病的醫生。
國王（Le Roi，配音員：仲野裕）
夏爾的父王，是綠寶石王國的國王，有著肥胖的體格，17歲即位。打算讓現年16歲的兒子夏爾作為下一任國王，對於薩拉爾的陰謀完全沒有注意到。對於夏爾的事情非常的信任。
王后（La Reine，配音員：湯屋敦子）
夏爾的母后，是綠寶石王國的王后，非常溺愛夏爾，對於夏爾遲遲不表態王妃人選非常擔心。而夏爾對於自己母后的話很難以言詞，與國王一樣也沒有注意到薩拉爾的陰謀。
漢斯（Hans，配音員：寶龜克壽）
自夏爾小時候就在其身邊照顧的老管家，第9話時薩拉爾侯爵為了監視夏爾特地安排心腹，並以其身體不適為由將他趕出宮，於第23話後夏爾奪回被薩拉爾侯爵搶走的王位後重返王宮。
甘迪斯（Gandis，配音員：寶龜克壽）
薩拉爾侯爵的部下，被安排為夏爾的劍術導師，事實上是監視夏爾。在最終話與夏爾決鬥被打敗。
布萊德（Blade，配音員：仲野裕）
薩拉爾侯爵的部下，在最終話與夏爾決鬥被打敗。
湯姆斯（Toms）
薩拉爾侯爵的部下，被安排為夏爾的學術導師，事實上是監視夏爾。在最終話與夏爾決鬥被打敗。

## 主題歌
- 片頭曲「愛上愛」(第1話~第26話)
  - 作詞：大津彰、作曲：小島久政、編曲：小島久政、歌：翁倩玉（茱蒂・翁）
- 片尾曲「剛誕生的愛」(第1話~第26話)
  - 作詞：大津彰、作曲：小島久政、編曲：小島久政、歌：翁倩玉（茱蒂・翁）

## 標題播映表
| 話數 | 副標題                  | 播映日        | 腳本     | 分鏡       | 演出       | 作畫監督 |
| ---- | ----------------------- | ------------- | -------- | ---------- | ---------- | -------- |
| 1    | 幻化成美好的淑女        | 1996年4月4日  | 櫻井正明 | 石山貴明   | 石山貴明   | 須田正己 |
| 2    | 白三葉草的夢            | 1996年4月11日 | 中弘子   | 西山明樹彥 | 西山明樹彥 | 小黑晃   |
| 3    | 憧憬的王子殿下          | 1996年4月18日 | 平見瞠   | 石山貴明   | 淺田裕二   | 井口忠一 |
| 4    | 美好的我的王子殿下      | 1996年4月25日 | 荒川稔久 | 松園公     | 松園公     | 加藤茂   |
| 5    | 宛如夢境般的相遇        | 1996年5月2日  | 櫻井正明 | 石山貴明   | 石山貴明   | 井口忠一 |
| 6    | 葡萄園的秘密            | 1996年5月9日  | 中弘子   | 西山明樹彥 | 西山明樹彥 | 小黑晃   |
| 7    | 詐騙占卜師              | 1996年5月16日 | 平見瞠   | 淺田裕二   | 淺田裕二   | 須田正己 |
| 8    | 魔法的笑容與詛咒        | 1996年5月23日 | 荒川稔久 | 松園公     | 松園公     | 加藤茂   |
| 9    | 非常在乎的那傢伙        | 1996年5月30日 | 櫻井正明 | 石山貴明   | 狹山太郎   | 兵頭敬   |
| 10   | 悲哀的小提琴            | 1996年6月6日  | 中弘子   | 笹川博     | 西山明樹彥 | 井口忠一 |
| 11   | 想要美好的戀愛          | 1996年6月13日 | 平見瞠   | 石山貴明   | 石山貴明   | 井口忠一 |
| 12   | 初次見面，王子殿下      | 1996年6月20日 | 荒川稔久 | 淺田裕二   | 淺田裕二   | 須田正己 |
| 13   | 愛的去向…消失的伊莎貝爾 | 1996年6月27日 | 櫻井正明 | 松園公     | 松園公     | 加藤茂   |
| 14   | 夏爾王子的秘密          | 1996年7月4日  | 中弘子   | 狹山太郎   | 狹山太郎   | 兵頭敬   |
| 15   | 兩個夏爾王子            | 1996年7月11日 | 平見瞠   | 笹川博     | 西山明樹彥 | 須田正己 |
| 16   | 傭人是王子殿下          | 1996年7月18日 | 中弘子   | 石山貴明   | 石山貴明   | 井口忠一 |
| 17   | 小心裡溫柔的心情        | 1996年7月25日 | 櫻井正明 | 淺田裕二   | 淺田裕二   | 須田正己 |
| 18   | 毛骨悚然的畫家          | 1996年8月1日  | 平見瞠   | 松園公     | 雄谷將仁   | 青鉢芳信 |
| 19   | 打倒強盜集團            | 1996年8月8日  | 中弘子   | 狹山太郎   | 狹山太郎   | 兵頭敬   |
| 20   | 踏上邁向幸福的旅程      | 1996年8月15日 | 中弘子   | 笹川博     | 西山明樹彥 | 井口忠一 |
| 21   | 母親的回憶              | 1996年8月22日 | 平見瞠   | 石山貴明   | 石山貴明   | 井口忠一 |
| 22   | 辛蒂蕾拉千鈞一髮        | 1996年8月29日 | 平見瞠   | 淺田裕二   | 淺田裕二   | 須田正己 |
| 23   | 被盯上的王子殿下        | 1996年9月5日  | 櫻井正明 | 石山貴明   | 石山貴明   | 加藤茂   |
| 24   | 前往舞會的邀請函        | 1996年9月12日 | 平見瞠   | 石山貴明   | 石山貴明   | 井口忠一 |
| 25   | 呼喊幸福的鞋子          | 1996年9月26日 | 中弘子   | 狹山太郎   | 狹山太郎   | 兵頭敬   |
| 26   | 幸福的婚禮              | 1996年10月3日 | 櫻井正明 | 石山貴明   | 石山貴明   | 島津郁雄 |

## 相關商品

### DVD
- 灰姑娘物語 Vol.1（1話〜5話）初回光碟片描繪盒與付有BOX，映像特典：無字幕OP 商品號碼:SSBX-2101
- 灰姑娘物語 Vol.2（5話〜10話）映像特典：無字幕ED 商品號碼：SSBX-2102
- 灰姑娘物語 Vol.3（11話〜15話）映像特典：海外版OP映像　商品號碼：SSBX-2103
- 灰姑娘物語 Vol.4（16話〜21話）商品號碼：SSBX-2104
- 灰姑娘物語 Vol.5（22話〜26話）映像特典：試樣片映像（無音）商品號碼：SSBX-2105

總經銷商：For-side.com Co.Ltd

## 外部連結
- （日語） 灰姑娘物語影迷網站
- 灰姑娘物語 台灣臉書粉絲團